# Пинкнивил (Илиноис)
Пинкнивил (енгл. Pinckneyville) град је у америчкој савезној држави Илиноис. По попису становништва из 2010. у њему је живело 5.648 становника.

## Демографија
Према попису становништва из 2010. у граду је живело 5.648 становника, што је 184 (3,4%) становника више него 2000. године.
| Група             | 2000.         | 2010.         |
| Белци             | 3.861 (70,7%) | 3.741 (66,2%) |
| Афроамериканци    | 1.331 (24,4%) | 1.425 (25,2%) |
| Азијати           | 11 (0,2%)     | 26 (0,5%)     |
| Хиспаноамериканци | 244 (4,5%)    | 407 (7,2%)    |
| Укупно            | 5.464         | 5.648         |